# 하루사키 치와
하루사키 치와는 내 여자친구와 소꿉친구가 완전 수라장에서 등장하는 소녀이자, 로리 담당을 맡고 있다. 귤색머리, 트윈테일이 특징적이며, 생일은 5월 1일.